# Cratere Galois
Galois è un grande cratere lunare di 231,97 km situato nella parte sud-orientale della faccia nascosta della Luna, appena a sudest dell'enorme pianura murata Korolev, una formazione con un diametro quasi doppio rispetto a Galois. Diverse centinaia di chilometri a sud vi è un'altra enorme conformazione, il Apollo. Conformazioni geografiche di questo tipo sono comunemente chiamate "pianure murate" a causa del loro aspetto e delle loro dimensioni.
Galois presenta una conformazione molto erosa con un orlo cui è stata data nuova forma dagli impatti, particolarmente lungo il confine nordoccidentale, vicino Korolev. Un afflusso di materiale forma una protuberanza interna lungo il bordo meridionale, che è craterizzato da Galois Q. Il fondo interno è inoltre coperto da diversi crateri degni di nota, con i crateri Galois A e Galois L che formano una coppia quasi gemella vicino al centro. Lungo il confine nordest vi sono Galois B e Galois C, mentre Galois U giace contro il muro interno nordoccidentale. La sezione del fondo più intatta si trova lungo la parte interna sudoccidentale.
Un piccolo cratere senza nome situato lungo l'orlo nordest di Galois ha un'albedo relativamente alta e giace al fuoco di una piccola raggiera. I raggi di questo impatto sono più prominenti nella parte nord, dove incrociano il fondo del cratere Mechnikov. Crateri che posseggono una raggiera sono considerati indicatori di un impatto relativamente recente, perché i raggi sono regolarmente erosi da fenomeni di erosione spaziale.
Il cratere è dedicato al matematico francese Évariste Galois.

## Crateri correlati
Alcuni crateri minori situati in prossimità di Galois sono convenzionalmente identificati, sulle mappe lunari, attraverso una lettera associata al nome.
| Galois | Coordinate             | Diametro (in km) |
| ------ | ---------------------- | ---------------- |
| A      | 13°31′12″S 152°27′36″W | 52,91            |
| B      | 10°55′48″S 151°45′00″W | 20,25            |
| C      | 11°58′12″S 150°30′00″W | 22,99            |
| F      | 13°27′36″S 146°25′12″W | 13,59            |
| H      | 14°45′36″S 150°48′00″W | 17,61            |
| L      | 15°04′12″S 151°54′00″W | 49,15            |
| M      | 15°12′36″S 153°26′24″W | 16,53            |
| Q      | 14°51′00″S 154°27′36″W | 133,6            |
| S      | 14°20′24″S 155°09′00″W | 18,76            |
| U      | 12°46′48″S 154°43′48″W | 36,7             |